# Premi Memorial Astrid Lindgren
El Premi Memorial Astrid Lindgren (suec: Litteraturpriset till Astrid Lindgrens minne) és un premi internacional de literatura infantil establert pel govern de Suècia en 2002 en honor de l'autora de literatura infantil sueca Astrid Lindgren (1907–2002). El premi es de cinc milions de SEK, el que el converteix en el premi més ric de la literatura infantil i el segon o tercer premi literari més ric del món.
El premi Lindgren reconeix anualment una o més persones vives i institucions existents (dotze en els primers deu anys), persones per les seves contribucions professionals i institucions pel seu treball sostenible a llarg termini. Concretament han de ser "autors, il·lustradors, narradors orals i promotors de lectura", el treball dels quals és de la més alta qualitat, i amb l'esperit d'Astrid Lindgren." L'objecte del premi és augmentar l'interès per la literatura infantil i juvenil i promoure els drets dels infants a la cultura a nivell global.
El premi és administrat pel Consell de Cultura Estatal i finançat únicament pel govern central. Oficialment és anomenat "Un premi del poble suec al món".
"Els destinataris del premi són elegits per un jurat amb àmplia experiència en literatura infantil i juvenil internacional, promoció de lectura i drets dels infants. Els 12 membres són autors, crítics literaris i acadèmics, il·lustradors i bibliotecaris. Un membre representa la família d'Astrid Lindgren".
El cicle anual comença no més tard del mes de desembre uns 9 mesos abans que s'anunciïn els nominats, 15 mesos abans que s'anunciï el guanyador i 18 mesos abans de la presentació.

## Guanyadors
En els primers disset cicles anuals fins al 2017 hi havia 17 destinataris, catorze persones i tres institucions. Va haver-hi dos premis inaugurals l'any 2003 i dos més l'any 2005.
- 2003:  Maurice Sendak
- 2003:  Christine Nöstlinger
- 2004:  Lygia Bojunga Nunes
- 2005:  Philip Pullman
- 2005:  Ryōji Arai
- 2006:  Katherine Paterson
- 2007:  Banco del Libro
- 2008:  Sonya Hartnett
- 2009:  Institut Tamer per la Comunitat d'Educació
- 2010:  Kitty Crowther
- 2011:  Shaun Tan[8]
- 2012:  Guus Kuijer[2]
- 2013:  Isol[9]
- 2014:  Barbro Lindgren[10]
- 2015:  Projecte per l'Estudi d'Educació Alternativa a Sud-àfrica (PRAESA, afiliada a la Universitat de Ciutat del Cap)[11]
- 2016: / Meg Rosoff
- 2017:  Wolf Erlbruch
- 2018:  Jacqueline Woodson[12][13]
- 2019:  Bart Moeyaert[14]
- 2020:  Baek Hee-Na[15]
- 2021:  Jean-Claude Mourlevat[16]
- 2022:  Eva Lindström[17]

Cinc dels guanyadors del Premi Lindgren també han guanyat el premi més antic i internacional Premi Hans Christian Andersen per les seves contribucions vitals a la literatura infantil: Sendak i Erlbruch com a il·lustrador; Nöstlinger, Nunes i Paterson com a escriptors.